# 仁川佳佐駅
仁川佳佐駅（インチョンカジュアえき）は、大韓民国仁川広域市西区佳佐洞にある仁川都市鉄道2号線の駅である。
駅名は所在地の佳佐洞に由来するが、「佳佐」がソウル特別市の京義・中央線加佐駅（カジュアえき）と同音のため、「仁川」を冠している。

## 駅構造
相対式ホーム2面2線の地下駅である。

### のりば
| 上り | ●仁川2号線 | 黔岩・黔丹梧柳方面       |
| 下り | ●仁川2号線 | 朱安・仁川市庁・雲宴方面 |

## 駅周辺
- ナウン病院
- 仁川佳林初等学校
- 佳佐高等学校
- 佳林高等学校
- 佳佐3洞住民センター
- 珍珠体育公園
- 佳佐2洞住民センター
- 佳佐地区隊
- 佳佐中学校
- 仁川西区図書館
- 佳佐韓新ヒュープラス

## 歴史
- 2015年10月5日 - 仁川佳佐駅に駅名確定[1]
- 2016年7月30日 - 仁川交通公社2号線開通と同時に営業開始[2]

## 隣の駅
仁川交通公社
●仁川都市鉄道2号線
西部女性会館駅 (I214) - 仁川佳佐駅 (I215) - カジェウル駅 (I216)